# Esquadrilha de Navios Patrulhas
A Esquadrilha de Navios Patrulhas (ENP) - frequentemente referida simplesmente como "Esquadrilha de Patrulhas" - é o comando administrativo da Marinha Portuguesa, ao qual compete garantir o aprontamento dos seus navios patrulhas e lanchas de fiscalização. A ENP é comandada por um capitão de mar e guerra, da dependência do comandante da Flotilha.

## História
A atual Esquadrilha da Navios Patrulhas foi criada pela Portaria n.º 16 077 de 13 de dezembro de 1956, como Flotilha da Navios Patrulhas (FNP), integrada na então Força Naval da Metrópole. Em 1958, com a extinção da Força Naval da Metrópole e a criação do Comando Naval do Continente, a FNP passou a depender deste, integrada na sua Força Naval do Continente.
Pela Portaria n.º 20679 de 11 de julho de 1964, a FNP passou a ter o estatuto de força naval permanente.
Na sequência da Lei Orgânica da Marinha de 1993 (Decreto-Lei n.º 49/93 de 26 de fevereiro), a ENP foi transformada na Esquadrilha de Navios Patrulhas, com o estatuto de comando administrativo, na dependência da Flotilha.

## Navios
A Esquadrilha de Navios Patrulhas agrupa os seguintes navios:
1. Dois navios patrulha da classe Viana do Castelo;
2. Quatro navios patrulha da classe Cacine;
3. Duas lanchas de fiscalização da classe Albatroz;
4. Cinco lanchas de fiscalização da classe Argos;
5. Quatro lanchas de fiscalização da classe Centauro.